# Ипомея двулопастная
Ипомея двулопастная, или Ипомея козья (лат. Ipomoea pes-caprae), также известная как пляжная ипомея или козья лапка, — многолетнее травянистое вьющееся растение, вид рода Ипомея (Ipomoea) семейства Вьюнковые (Convolvulaceae). Является типичной пантропической стелющейся лианой. Она растёт в верхних частях пляжей и выносит солёный воздух. Это одно из наиболее широко распространенных солеустойчивых растений и один из самых известных примеров расселения в океане. Её семена плавают и не боятся солёной воды.
Первоначально описанный Линнеем, вид был помещён в свой нынешний род Робертом Броуном в 1818 году.

## Этимология
Научное название рода «ипомея» образовано от греческих слов ips, означающего «червь» и homoios — «похожий». По наиболее распространенной версии оно дано по виду ползучей корневой системы у многих представителей этого рода, по альтернативной — за вьющийся «червеобразный» характер побегов многих видов ипомеи. Иногда растение упоминается под устаревшими ботаническими названиями, вошедшими в синонимику рода: фарбитис (Pharbitis), квамоклит (Quamoclit), луноцвет или калониктион (Calonyction) и некоторыми другими.
Садоводы иногда называют представителей рода обиходным названием вьюнок, хотя Вьюнок (Convolvulus) — другой род внутри семейства Вьюнковые (Convolvulaceae) с похожим обликом, или граммофончики, за сходство венчика цветков ипомеи с рупором граммофона.  В англоязычных источниках некоторые виды, в первую очередь Ipomoea violacea, обиходно называют англ. morning glory, что в русскоязычных материалах зачастую переводится как «утреннее сияние».
Латинский видовой эпитет pes-caprae образован от pes в переводе с лат. — «нога», а caprae с лат. — «коза», что относится к сходству очертаний листа со следом козы.

## Описание
Раскидистое многолетнее растение, часто покрывающее большие площади. Стебли длинно стелющиеся, часто несколько метров длиной, укореняющиеся в узлах, голые. Листья простые, двулопастные.
Лепестки сросшиеся, розовые с более тёмным центром. Плод представляет собой капсулу, содержащую 4 волосатых семени, которые плавают в воде.
Травянистый многолетник, голый, с толстым стержневым корнем. Стебли 5—30 м высотой, стелющиеся, иногда вьющиеся, в узлах укореняющиеся. Черешок 2—10 см; листовая пластинка яйцевидная, эллиптическая, круглая, почковидная или ± квадратная до продолговатой, 3,5—9 × 3—10 см, довольно толстая, 2-железистая абаксиально, основание широко клиновидное, усеченное или неглубоко сердцевидное, край цельнокрайный, вершина выемчатая или глубоко 2-лопастные, остроконечные.
Соцветия состоит из одного до нескольких цветков; цветонос толстый, 4—14 см; прицветники раннеопадающие, широкотреугольные, 3—3,5 мм. Цветоножка 2—2,5 см. Чашелистики неравные, ± кожистые, голые, на вершине тупые, остроконечные; наружные 2 от яйцевидных до эллиптических, 5—8 мм шире; внутренние 3 почти круглые и вогнутые, 7—11 мм. Венчик фиолетовый или красновато-фиолетовый, с более темным центром, воронковидный, 4—5 см высотой. Тычинки включены. Пестик в комплекте; завязь голая. Рыльце 2-лопастное.
Коробочка ± шаровидная, 1,1—1,7 см длиной, голая, кожистая. Семена чёрные, треугольно-шаровидные, 7—8 мм, густо-буровато-опушенные.
Число хромосом 2n = 30.

## Распространение

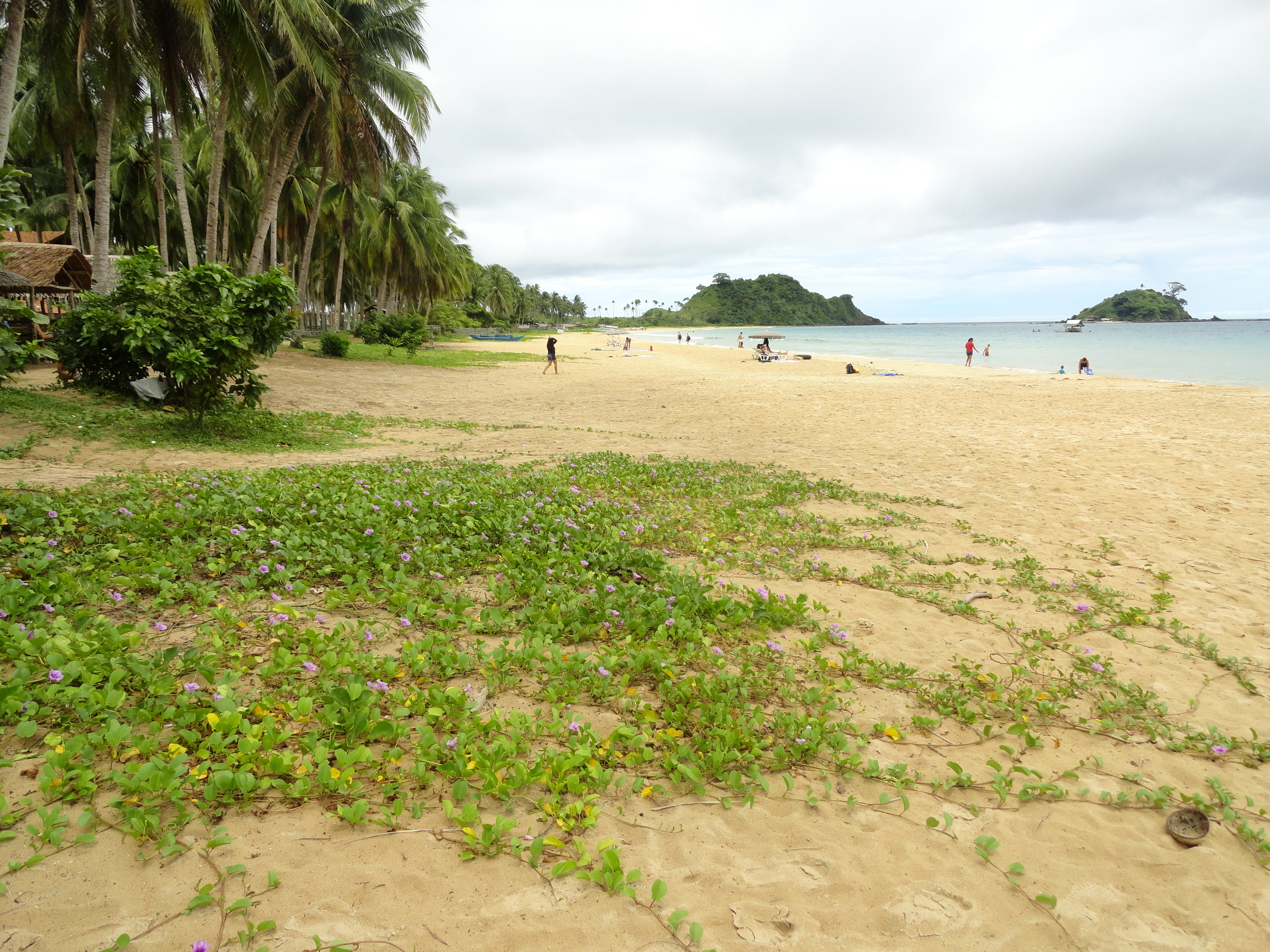
Пляж Накпан, Эль Нидо, Филиппины

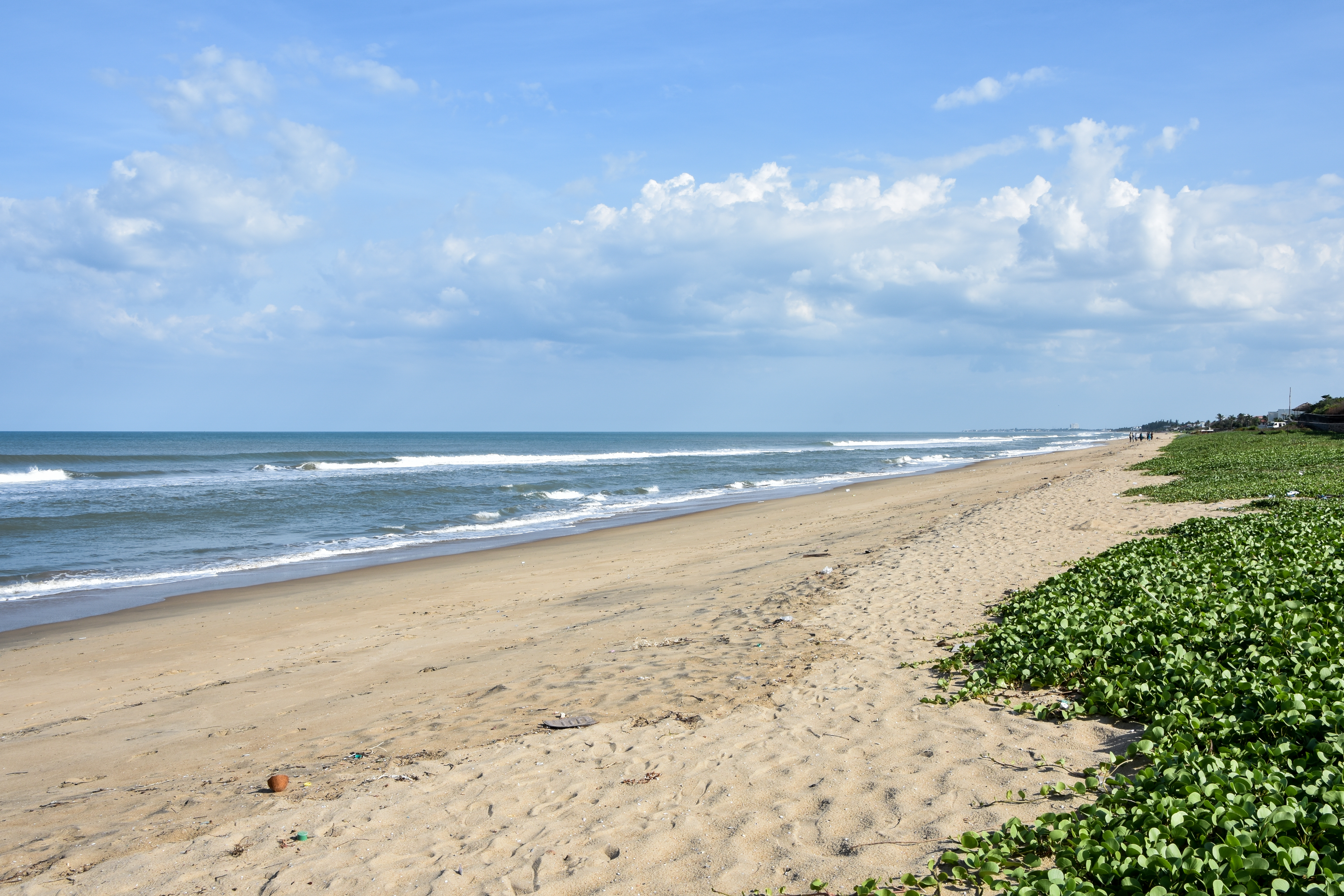
Стабилизация песков чуть выше отметки прилива, пляж Утанди, Ченнаи

Этот вид можно встретить на песчаных берегах тропического Атлантического, Тихого и Индийского океанов. Похожий вид Ипомея столононосная (Ipomoea imperati) с белыми цветками имеет ещё более широкое распространение на пляжах мира. Ипомея двулопастная распространена на песчаных дюнах верхнего северного побережья Австралии в Новом Южном Уэльсе, а также может быть найдена вдоль всей береговой линии Квинсленда.
Козья лапка — основной стабилизатор песка, одно из первых растений, заселивших дюны. Она растет почти на всех частях дюн, но обычно встречается на склонах, обращенных к морю, спуская длинные столоны к подножию дюны. Раскидистые побеги расходятся от одеревеневшего корневища, но крупные двулопастные листья редки, и плотный покров на песке достигается редко, за исключением защищенных мест. Это растение растет вместе с песчаной травой Спинифекс (Spinifex) и является полезным связующим для песка, хорошо себя чувствует в условиях пескоструйной обработки и солевых брызг.
Виды сообщества: Ipomoea pes-caprae наблюдалась в сообществах, изучалась на предмет их выносливости в сложных условиях выращивания (на дюнах) с некоторыми другими выносливыми видами:
- Щитолистник буэносайресский (Hydrocotyle bonariensis)
- Senecio crassiflorus
- Ситник острый (Juncus acutus)

Вместе с Melanthera biflora, Portulaca oleracea и Digitaria ciliaris ипомея двулопастная обычно является одним из первых видов, заселяющих деградировавшие или изменённые среды тропических зон планеты.

## Использование
В Австралии это популярное местное лекарство, используемое в качестве припарки от укусов скатов и каменных рыб.
В Бразилии это растение, а именно подвид Ipomoea pes-caprae brasiliensis, известно в народной медицине как salsa-da-praia и используется для лечения воспалений и желудочно-кишечных расстройств. На Филиппинах это растение известно как Bagasua и используется для лечения ревматизма, колик, отеков, панариция и геморроя.

## Галерея

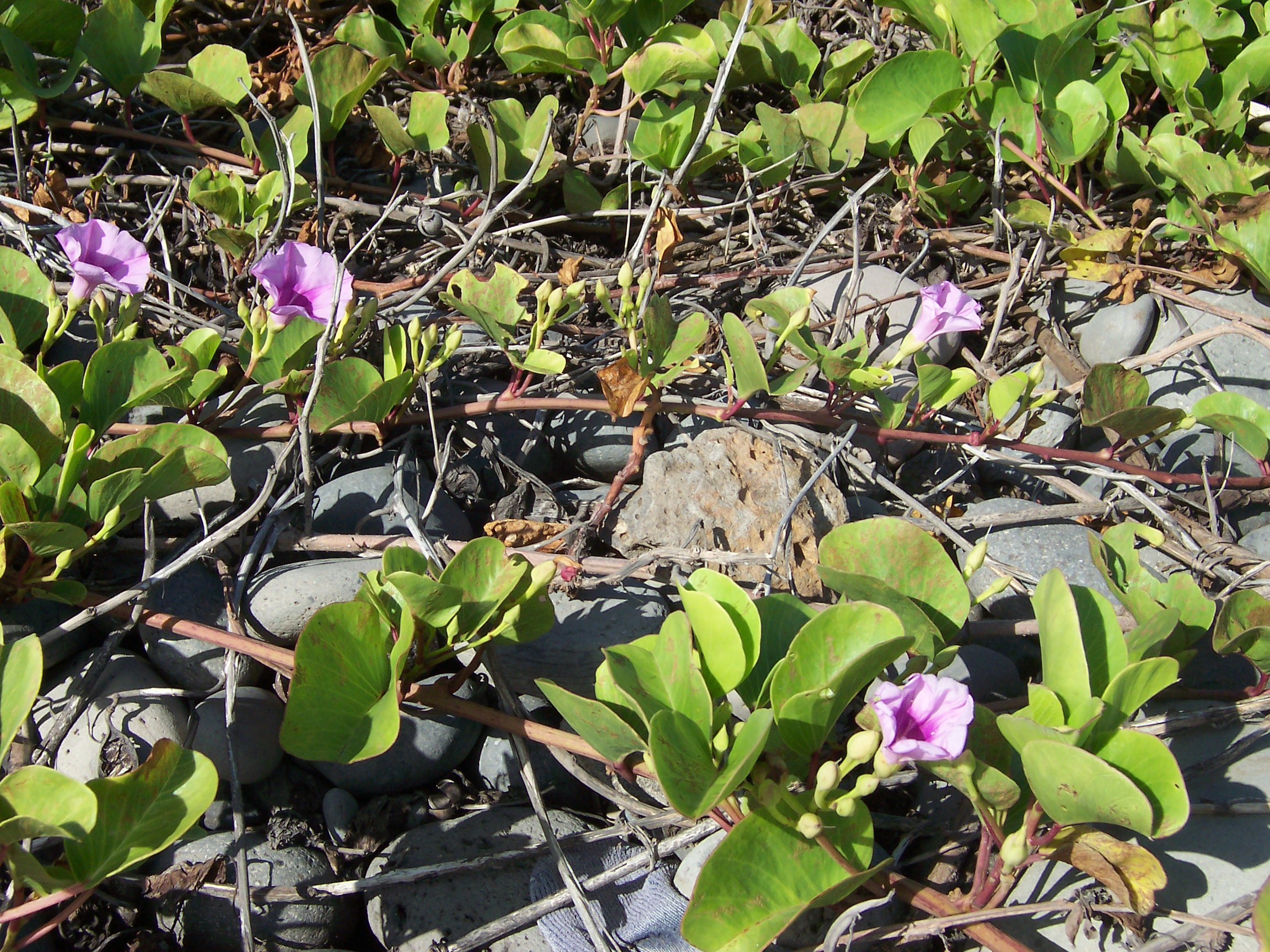
Vines on a pebble beach
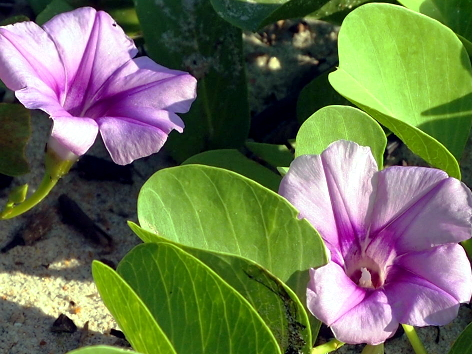
Beach morning glory in Malaysia
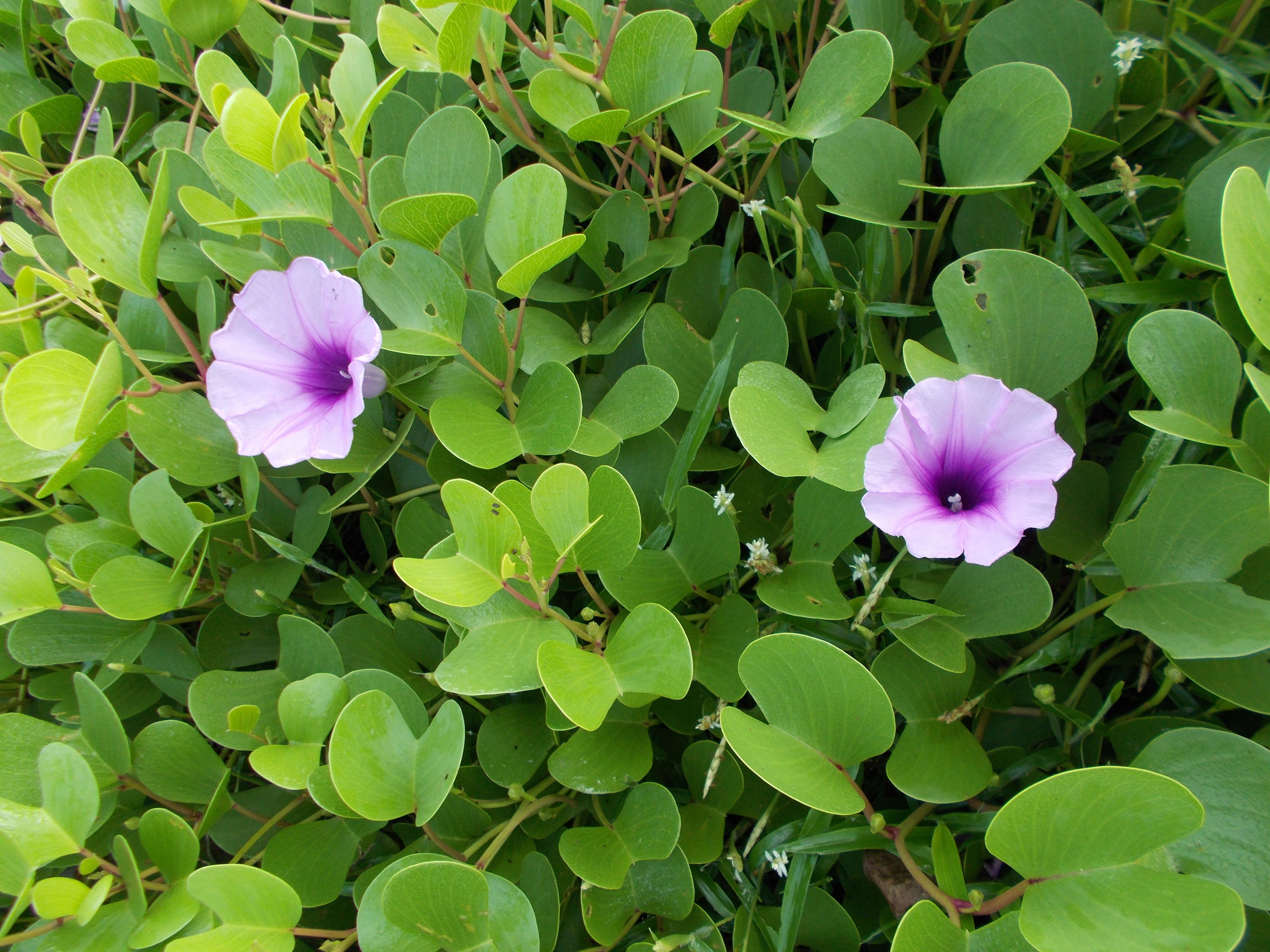
Beach morning glory, Muzhappilangad Beach
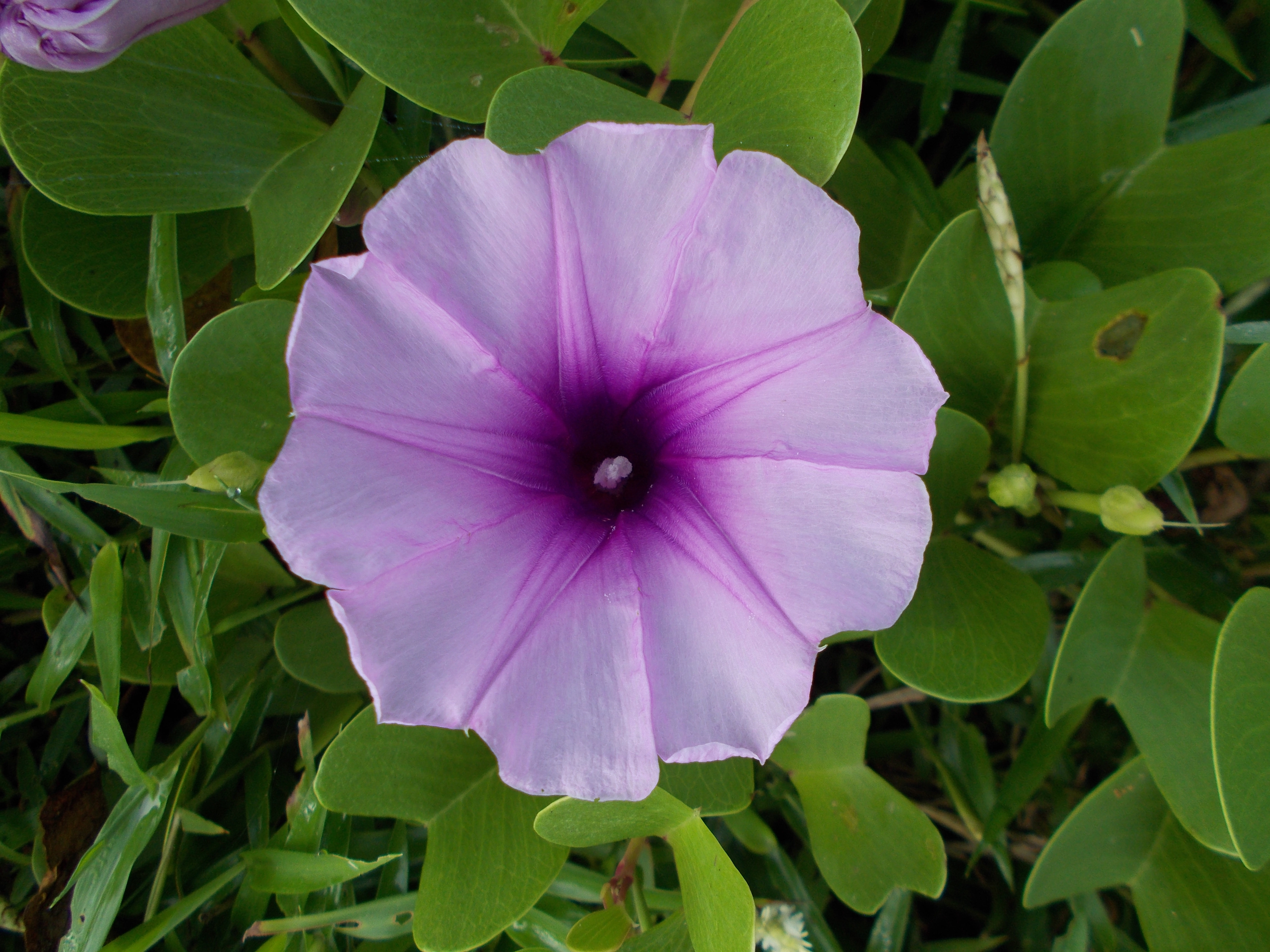
Beach morning glory, Muzhappilangad Beach
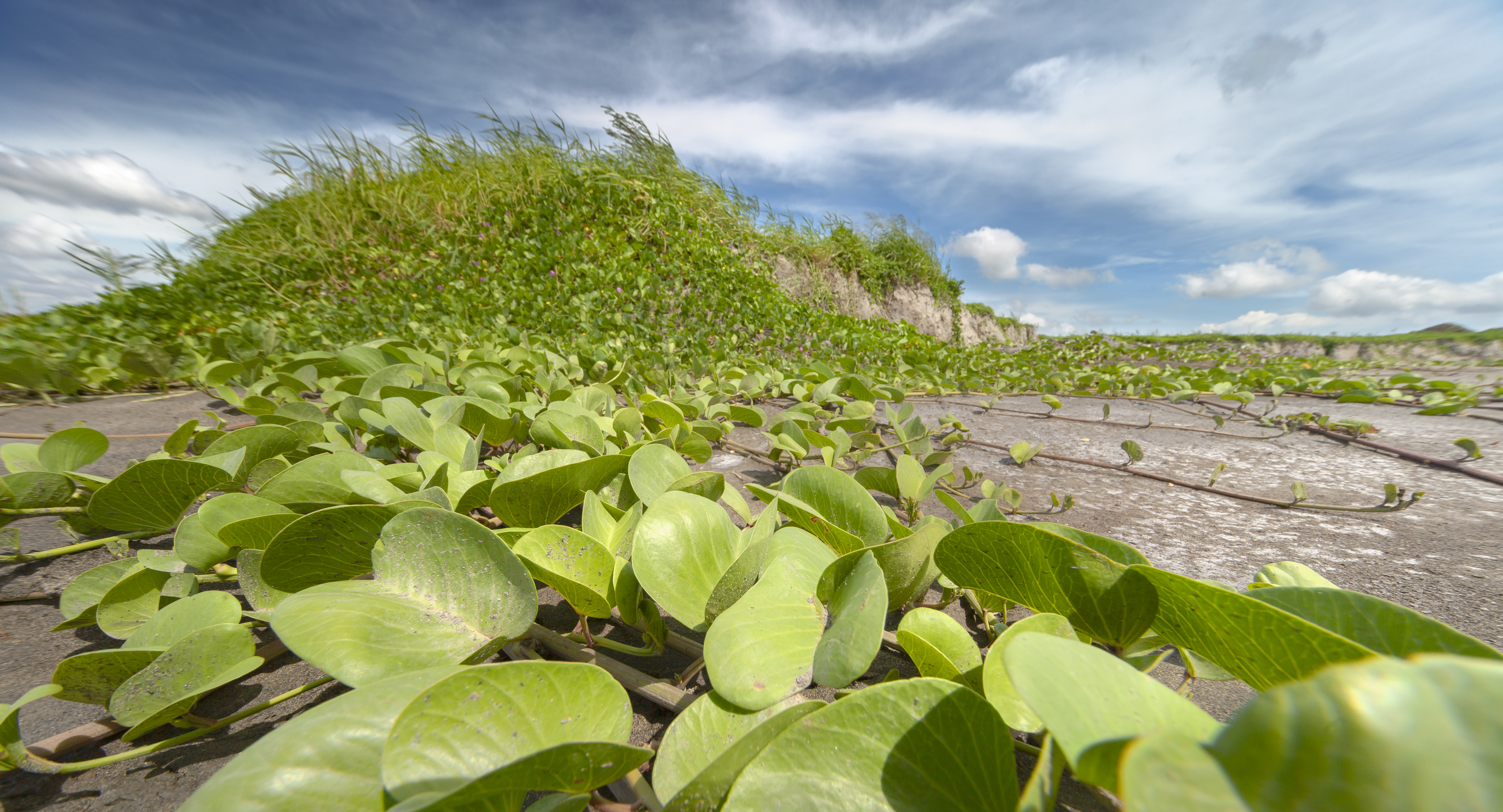
Beach morning glory vines, Yunlin
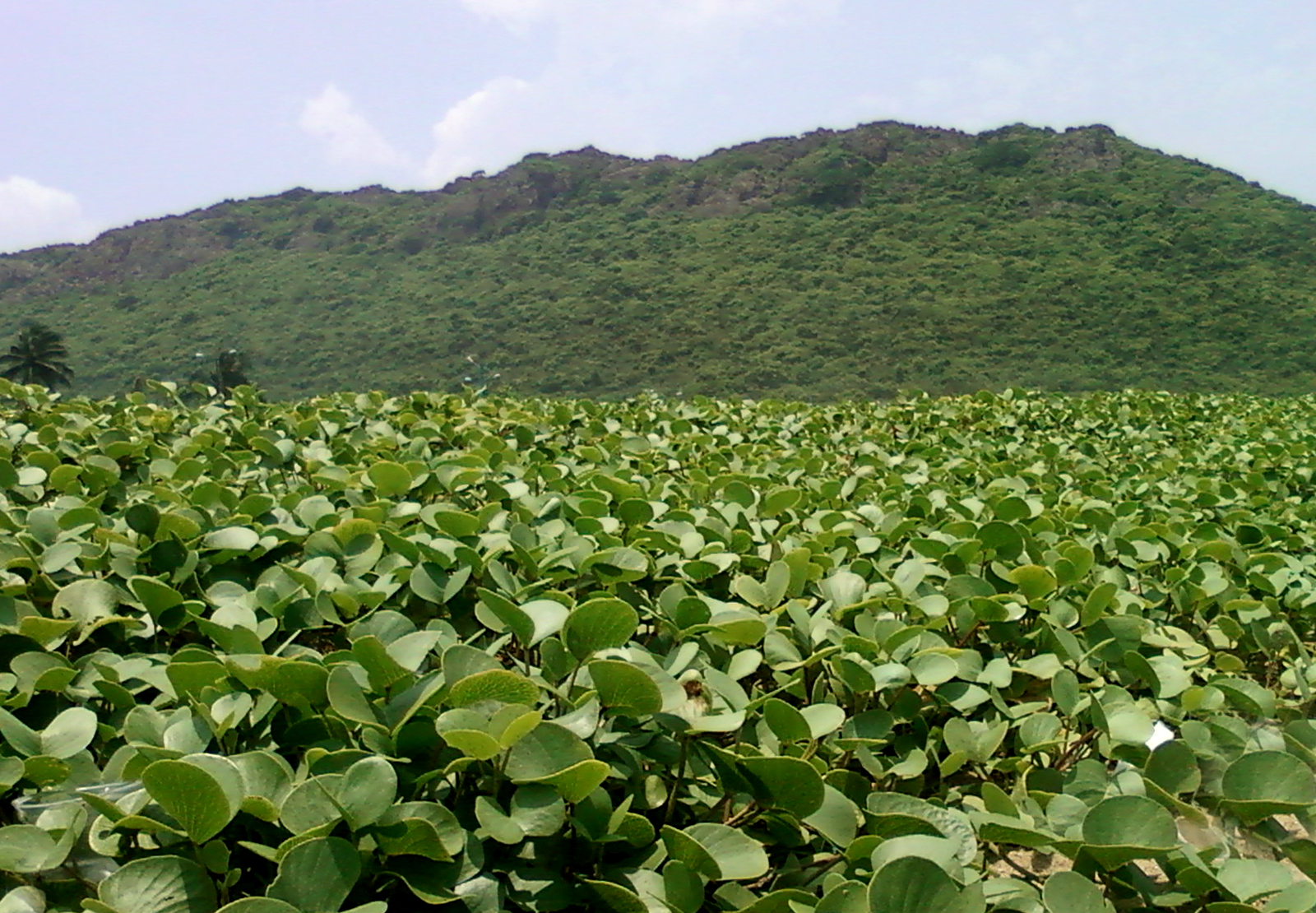
View of Eastern Ghats over beach morning glory bushes, Tenneti Park